# الخليل بن الظفر الأسدي
الشيخ الخليل بن ظفر بن خليل الأسدي. هو رجل دين ومتكلَّم شيعي يعد من قدماء علماء الشيعة الإثني عشريَّة إذ أنَّه من طبقة محمد بن الحسن الطوسي، وقد وثَّقه منتجب الدين القمي الذي ترجم له في الفهرست قائلاً عنه: «الشيخ الخليل بن ظفر بن الخليل الأسدي ثقة ورع له».

## مصنفاته
ذكر منتجب الدين القمِّي عدداً من مصنَّفات الأسدي، وقال «أخبرنا بها شيخنا الإمام السعيد جمال الدين أبو الفتوح الحسين بن علي بن محمد الخزاعي، عن والده، عن جدَّه، عنه»، ونقل المتأخرون عنه ذلك في ترجمتهم للأسدي، ومصنَّفاته المذكورة هي:
| - الإنصاف والانتصاف. - الدلائل. - النور. - جوابات القرامطة. ذكره آغا بزرگ الطهراني في موضعين من الذريعة، فمرَّة ذكره بعنوان جوابات القرامطة، ومرَّة بعنوان الرد على القرامطة. | - البهاء. - جوابات الزيدية. ذكره آغا بزرگ الطهراني في موضعين من الذريعة، فمرَّة ذكره بعنوان جوابات الزيدية، ومرَّة بعنوان الرد على الزيدية. - جوابات الإسماعيلية. ذكره آغا بزرگ الطهراني في موضعين من الذريعة، فمرَّة ذكره بعنوان جوابات الإسماعيلية، ومرَّة بعنوان الرد على الإسماعيلية. |

### الكتب
- الفهرست. منتجب الدين القمي، طبع قم - إيران، 1366 هـ.ش، منشورات مكتبة آية الله المرعشي النجفي.
- أعيان الشيعة. محسن الأمين، طبع بيروت - لبنان، تاريخ الطبع مفقود، منشورات دار التعارف.
- أمل الآمل في تراجم علماء جبل عامل. محمد بن الحسن الحر العاملي، طبع النجف - العراق، عام 1385 هـ، منشورات مطبعة الآداب.
- الذريعة إلى تصانيف الشيعة. آغا بزرگ الطهراني، طبع بيروت - لبنان، تاريخ الطبع مفقود، منشورات دار الأضواء.

### إشارات مرجعية
1. 1 2  
القمي، منتجب الدين. الفهرست. ص. 60. مؤرشف من الأصل في 2019-12-11.
2. ↑  
الحر العاملي، محمد بن الحسن. أمل الآمل في تراجم علماء جبل عامل - ج2. ص. 111. مؤرشف من الأصل في 2019-12-11.
3. ↑  
الأمين، محسن. أعيان الشيعة - ج6. ص. 355. مؤرشف من الأصل في 2019-12-11.
4. ↑  
الطهراني، آغا بزرگ. الذريعة إلى تصانيف الشيعة - ج2. ص. 399. مؤرشف من الأصل في 2020-03-12.
5. ↑  
الطهراني، آغا بزرگ. الذريعة إلى تصانيف الشيعة - ج8. ص. 236. مؤرشف من الأصل في 2020-03-12.
6. ↑  
الطهراني، آغا بزرگ. الذريعة إلى تصانيف الشيعة - ج24. ص. 355. مؤرشف من الأصل في 2019-12-16.
7. ↑  
الطهراني، آغا بزرگ. الذريعة إلى تصانيف الشيعة - ج5. ص. 210. مؤرشف من الأصل في 2020-03-12.
8. ↑  
الطهراني، آغا بزرگ. الذريعة إلى تصانيف الشيعة - ج10. ص. 217. مؤرشف من الأصل في 2020-01-11.
9. ↑  
الطهراني، آغا بزرگ. الذريعة إلى تصانيف الشيعة - ج3. ص. 156. مؤرشف من الأصل في 2020-03-12.
10. ↑  
الطهراني، آغا بزرگ. الذريعة إلى تصانيف الشيعة - ج5. ص. 205. مؤرشف من الأصل في 2020-03-12.
11. ↑  
الطهراني، آغا بزرگ. الذريعة إلى تصانيف الشيعة - ج10. ص. 200. مؤرشف من الأصل في 2019-12-16.
12. ↑  
الطهراني، آغا بزرگ. الذريعة إلى تصانيف الشيعة - ج5. ص. 201. مؤرشف من الأصل في 2019-12-17.
13. ↑  
الطهراني، آغا بزرگ. الذريعة إلى تصانيف الشيعة - ج10. ص. 183. مؤرشف من الأصل في 2019-12-19.